# Villa Aurora

Villa Aurora (2017)

Die Villa Aurora war das Domizil des Schriftstellers Lion Feuchtwanger und seiner Frau Marta Feuchtwanger während ihres US-amerikanischen Exils. Sie steht im Westen von Los Angeles in Pacific Palisades und dient seit 1995 als Künstlerresidenz und Kulturdenkmal des deutschen Exils in Kalifornien.

## Die Villa Aurora
Die Villa Aurora wurde 1927 auf den Hügeln von Pacific Palisades am Paseo Miramar erbaut. Sie und acht weitere Häuser gehörten zu einem Bauprojekt der Bauherren Arthur Weber und George Ley. Aufgrund ihrer Rolle als Musterhaus erschienen wöchentliche Berichterstattungen über die Villa Aurora und ihren Baufortschritt in der Los Angeles Times. Sie sollte die Vorzüge des Wohnens am Rande der Stadt verdeutlichen. In den 1920er Jahren war eine mediterrane Bauweise sehr populär – der Baustil entspricht dem „Spanish Revival Style“ und ist der Architektur Spaniens nachempfunden. Das Haus besaß eine moderne Ausstattung mit einem elektrischen Garagenöffner, Kühlschrank, Gasherd und Spülmaschine. Erstbesitzer war der Bauherr selbst: Richter Arthur Weber mit seiner Frau. Sie zogen 1931 am Paseo Miramar ein, mussten das Anwesen jedoch 1939 aufgrund finanzieller Probleme wieder verlassen. Danach stand es einige Zeit leer, bis Marta Feuchtwanger es 1943 als zukünftiges Heim für sich und ihren Mann, den Schriftsteller Lion Feuchtwanger, entdeckte.
Auf der Flucht vor dem NS-Regime waren die beiden in den südfranzösischen Ort Sanary-sur-Mer gelangt, der zu einem wichtigen Zentrum des Exils wurde. Neben den Feuchtwangers ließen sich dort unter anderem Bertolt Brecht, Thomas Mann, Heinrich Mann, Ferdinand Bruckner, Franz Werfel und Alma Mahler-Werfel nieder. Nach der Einnahme Frankreichs durch die deutsche Wehrmacht flohen Marta und Lion Feuchtwanger zu Fuß über die Pyrenäen und gelangten über Spanien nach Portugal. Von dort reisten sie 1941 in die USA aus, wo sie sich in Los Angeles niederließen. Nach verschiedenen Wohnadressen bezogen sie 1943 schließlich die Villa Aurora.

### Die Villa und die Feuchtwangers
Zu dem Zeitpunkt, als die Feuchtwangers das Haus kauften, befand es sich in einem desolaten und heruntergekommenen Zustand. Das Geld, das Lion durch den Verkauf seines Romans Die Brüder Lautensack einnahm, reichte für den Kauf der Villa. Der Kaufpreis betrug damals 9000 US-Dollar. Für Möbel gab es vorerst kein Geld, so dass ein großer Teil des Interieurs aus Haushaltsauflösungen und von Flohmärkten stammte und nach und nach das Haus füllte.
Marta Feuchtwanger, die sich in solchen Dingen als sehr talentiert erwies, gestaltete mit viel Liebe den Garten. So schlängelte sich ein Weg bis hinunter an den Pazifik. In den 1940er und 1950er Jahren wurde die Villa Aurora zu einem bekannten Treffpunkt für Künstler und Intellektuelle, zu einem Begegnungszentrum für europäische und amerikanische Kultur. Neben Thomas und Katia Mann, die in der Nachbarschaft in dem  als Thomas Mann House bekannten Wohnhaus lebten und denen vorher auch die heutige Villa Aurora zum Kauf angeboten worden war, waren zahlreiche Künstler wie Bertolt Brecht, Charles Laughton und Charlie Chaplin zu Gast. Im großen Salon fanden Lesungen und Musikabende statt. Die Villa etablierte sich so als ein einzigartiges Kulturdenkmal des deutschen Exils in Kalifornien.

### Die Villa seit 1995: Künstlerresidenz und Kulturdenkmal

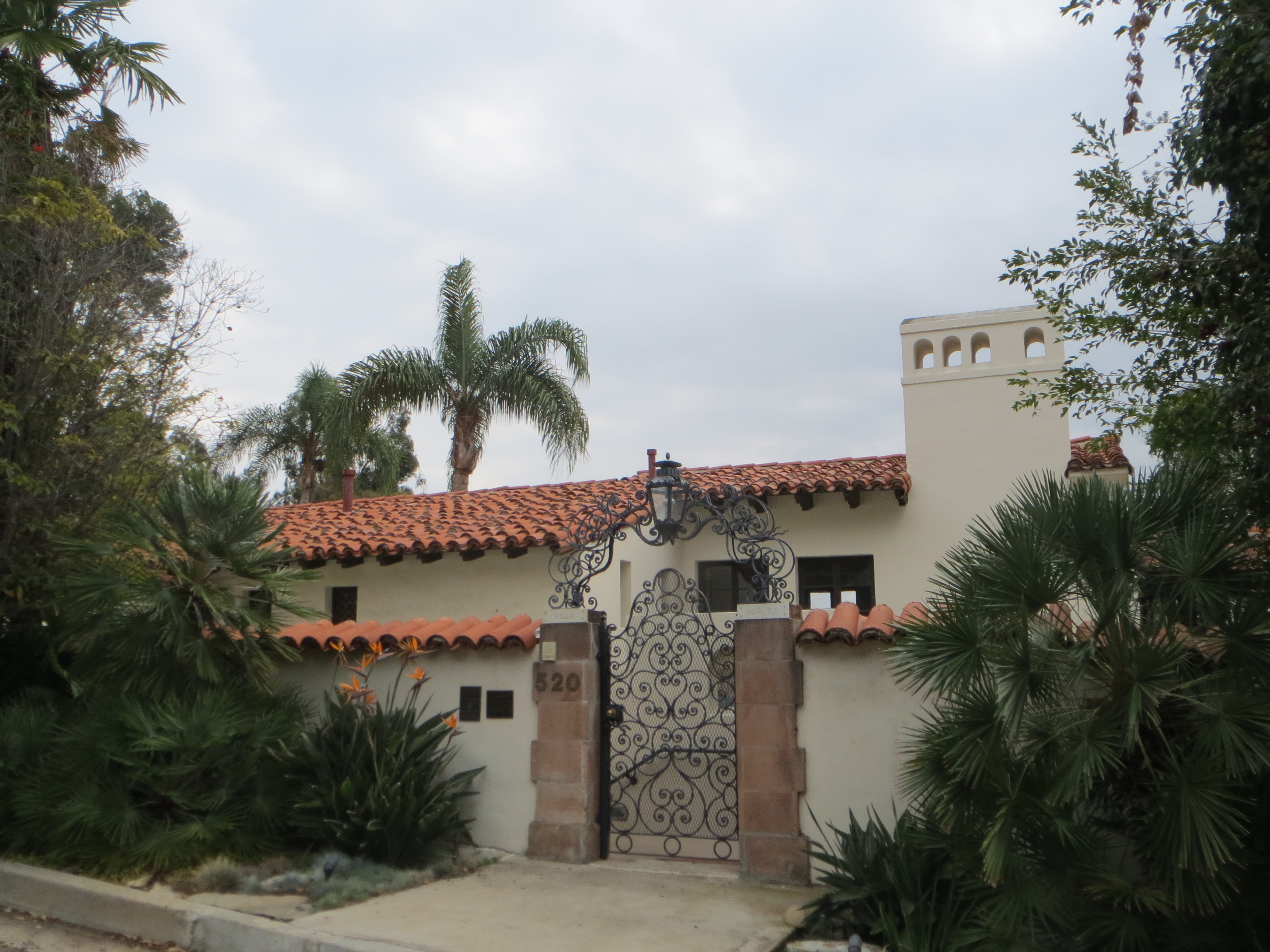
Villa Aurora (2014)

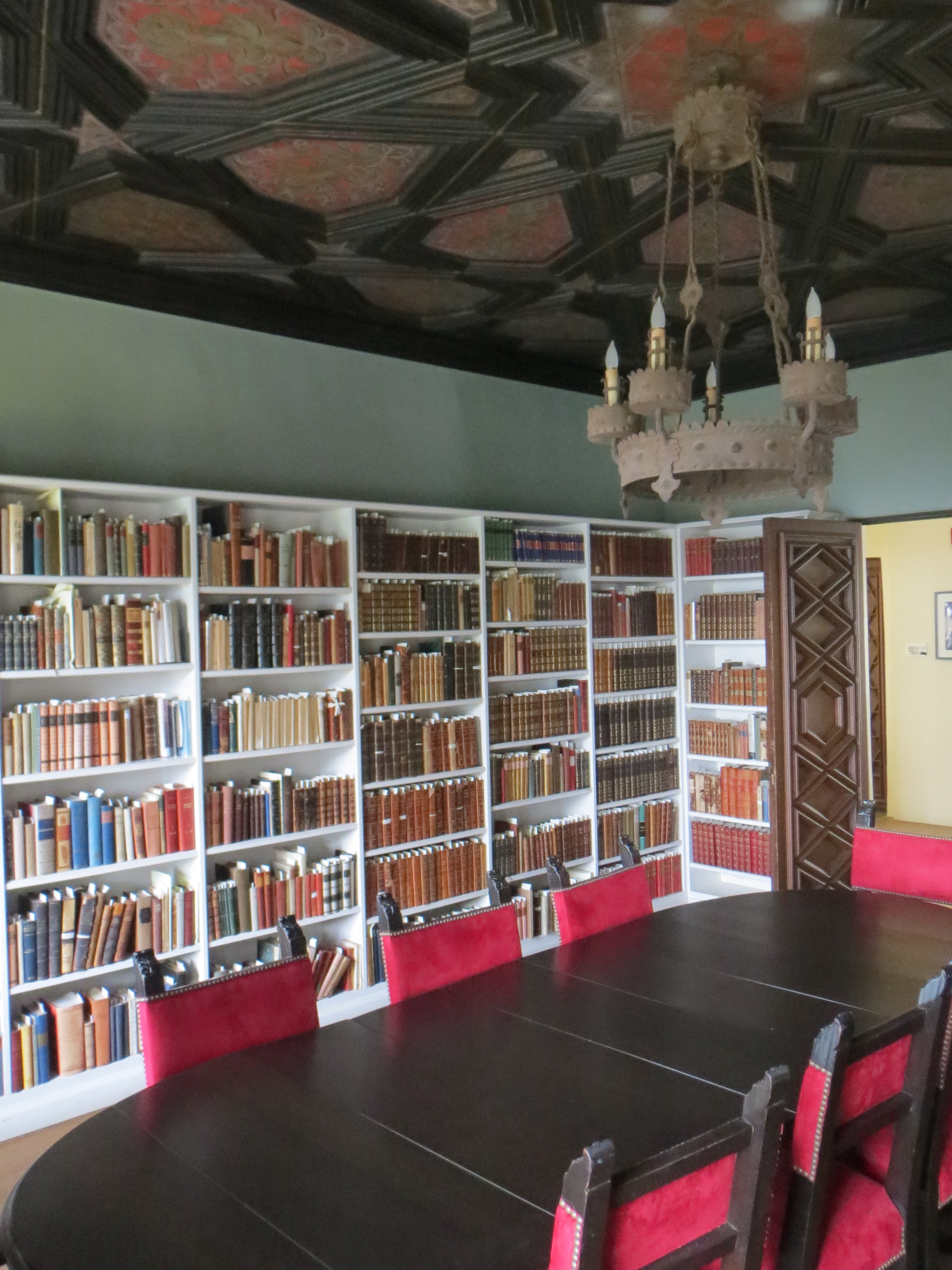
Teilansicht der Bibliothek

Nach dem Tod Lion Feuchtwangers übertrug Marta die Villa der University of Southern California (USC). Sie übernahm vorerst die laufenden Kosten.
Zum Bestand gehörte Feuchtwangers Bibliothek mit mehr als 30.000 Bänden.
Davon befinden sich heute noch ca. 22.000 Bände in der Villa selbst, die anderen 8000 Bände in der Feuchtwanger Memorial Library an der University of Southern California.
Marta Feuchtwanger bewohnte das Haus bis zu ihrem Tod 1987. Danach zeichnete sich ab, dass die Universität das Haus verkaufen wollte. Daraufhin benachrichtigte Professor Harold von Hofe den Feuchtwanger-Biografen Volker Skierka über dieses Vorhaben. Er ergriff eine politische Initiative zur Erhaltung der Villa. Sie sollte nach dem Vorbild der Villa Massimo in Rom als Künstlerresidenz erhalten bleiben.
1988 gründete sich der Kreis der Freunde der Villa Aurora unter dem Vorsitz des Berliner Verlegers Lothar C. Poll. Auch die Journalistin Marianne Heuwagen war maßgeblich beteiligt: Da sie selbst acht Jahre in Los Angeles gelebt hatte, Marta Feuchtwanger persönlich kannte und viele weitere Kontakte in Los Angeles hatte, war sie eine wichtige Hilfe bei der Rettung und dem Aufbau der Institution.
Der Bundestag sagte noch 1988 Gelder zu. Schließlich wurde der USC das baufällige Gebäude für 1,9 Millionen Dollar abgekauft. Nach zahlreichen widrigen Umständen gelang es, das Haus gründlich zu sanieren; die Stiftung Deutsche Klassenlotterie in Berlin sicherte den Unterhalt für die ersten Jahre. Unterstützt wird die Villa heute vom Auswärtigen Amt und dem Beauftragten der Bundesregierung für Kultur und Medien.
Die Idee des lebendigen Kulturaustausches zwischen Deutschland und den USA ist das vorrangige erklärte Ziel der Villa Aurora.
1995 wurde die Villa Aurora offiziell als Künstlerresidenz in Los Angeles eröffnet. Schwerpunkt der Arbeit ist seither das Stipendienprogramm. Jährlich werden bis zu 20 Arbeitsstipendien an Künstler aus den Bereichen Bildende Kunst, Komposition, Film und Literatur vergeben. Voraussetzung für den Aufenthalt in Los Angeles ist ein Bewerbungsverfahren, bei dem die Stipendiaten von einer unabhängigen Jury ausgewählt werden.
Während der Zeit des Aufenthalts organisiert die Villa Aurora für die Künstler unter anderem Lesungen, Konzerte, Ausstellungen und Filmvorführungen. Die Villa Aurora hilft auch bei der Vernetzung mit anderen kulturellen Institutionen vor Ort.
Außerdem vergibt die Villa Aurora in Zusammenarbeit mit der Organisation Reporter ohne Grenzen und der USC Feuchtwanger Memorial Library alljährlich das „Feuchtwanger Fellowship“, ein bis zu zehnmonatiges Stipendium für Schriftsteller und Journalisten, die sich im Rahmen ihrer publizistischen Tätigkeit für die Wahrung der Menschenrechte engagieren oder in ihrer freien Meinungsäußerung beeinträchtigt sind.

## Villa Aurora – Berlin Office
Träger der Villa sind zwei gemeinnützige Organisationen: der „Villa Aurora & Thomas Mann House e. V.“ mit Sitz in Berlin und die „Friends of Villa Aurora Inc“ mit Sitz in Los Angeles.
Der Villa Aurora & Thomas Mann House e. V. eröffnete 1996, damals unter dem Namen Kreis der Freunde und Förderer der Villa Aurora e. V., ein Büro in Deutschland, das als Koordinationsstelle zwischen Los Angeles und Berlin fungieren sollte.
Neben der Stipendienvergabe und der Verwaltung der Gesamtfinanzierung organisiert das Berlin Office Programme und Publikationen mit ehemaligen Stipendiaten, in denen der Öffentlichkeit in Deutschland Ergebnisse aus den Aufenthalten in Los Angeles präsentiert werden. Darüber hinaus richtet das Berlin Office Veranstaltungen aus, die den transatlantischen Dialog fördern und die Erinnerung an die Geschichte des Exils wachhalten. Zu den regelmäßigen Veranstaltungen zählen unter anderen die jährliche Villa Aurora & Thomas Mann House Nacht, zu der alle ehemaligen und kommenden Stipendiaten sowie Gäste aus Kultur, Politik, Wissenschaft und Medien eingeladen werden, und die Veranstaltung im Gedenken an die Bücherverbrennung vom 10. Mai 1933.
Das Büro liegt im Gebäude der Berlin-Brandenburgischen Akademie der Wissenschaften am Gendarmenmarkt. Der Verein beruft die jährlichen Jurysitzungen ein, in denen die Villa-Aurora-Stipendien an Künstler und die Thomas Mann Fellowships an Intellektuelle, die sich mit den grundlegenden Fragen unserer Zeit beschäftigen, vergeben werden. Aus zahlreichen Einsendungen wählen Experten der jeweiligen Sparten nach intensiven Diskussionen die Stipendiaten und Fellows für das Folgejahr aus. Für die ausgewählten Stipendiaten ist das Berlin Office der erste Anlaufpunkt: Hier werden die Projekte und Vorhaben besprochen und erste Kontakte zu Partnern in Los Angeles hergestellt.

## 20 Jahre Villa Aurora
Anlässlich des 20. Jahrestags des Bestehens der Villa Aurora als deutsche Kulturinstitution in den USA wurde im Juni 2015 unter dem Titel Checkpoint California eine Veranstaltung in der Deutsche Bank Kunsthalle durchgeführt. Neben einer Ausstellung mit Exponaten von Stipendiaten wurden auch Vorträge von Stipendiaten (so von Dietrich Brüggemann, Stefan Kriekhaus, Uljana Wolf, Heinz Emigholz, Rosa von Praunheim, Steven Warwick, Veronika Kellndorfer, Steve Rowell, Felicitas Hoppe) und anderen zu ihren Arbeiten oder aktuellen Plänen gehalten. Zur Finissage diskutierte der Moderator Jörg Heiser mit den Künstlern Susan Philipsz als künftiger Stipendiatin und Christian Jankowski als ehemaligem Stipendiaten. Die Veranstaltung endete mit einer Performance der Künstler Matan Zamir, Nicola Mascia, Claudia De Serpa Soares und Jeff Wood.
Anlässlich des Jubiläums wurde 2015 auch der Kurzspielfilm Marta und Hilde von Rosa von Praunheim über Marta Feuchtwanger und Hilde Waldo im Berliner Arsenal – Institut für Film und Videokunst aufgeführt.

## 25 Jahre Villa Aurora
Das 25. Jubiläum der Villa Aurora als deutscher Kultureinrichtung in den USA wurde 2021, pandemiebedingt um ein Jahr verspätet, unter anderem mit der Kunstausstellung „all the lonely people“ im silent green Kulturquartier Berlin (25. September bis 10. Oktober 2021) und in der Galerie Laxart in Los Angeles (4. Dezember 2021 bis 22. Januar 2022) begangen. Die Festschrift all the lonely people dokumentiert die Ausstellung und enthält zugleich neue Essays von ehemaligen Stipendiatinnen und Stipendiaten aus der Literaturförderung der Villa Aurora.

## Waldbrände in Südkalifornien 2025
Bei den verheerenden Waldbränden in Südkalifornien im Januar 2025 war das Schicksal der Villa tagelang unklar. Glücklicherweise habe der Komplex offenbar „keinen Schaden genommen. Eine detaillierte Schadensbewertung mit Blick auf die Inneneinrichtung und die Folgen der Rauchentwicklung steht noch aus“, teilte der Verein Villa Aurora & Thomas Mann House am 11. Januar 2025 mit. Regelmäßige Veranstaltungen sowie das Fellowship-Programm konnten im Thomas Mann House im Juni 2025 zum 150. Geburtstag von Thomas Mann wieder aufgenommen werden, während die Villa Aurora weiterhin für eine Brandsanierung auf unbestimmte Zeit geschlossen bleibt.

## Stipendiaten (Auszug)
- Maren Ade, 2012
- Züli Aladag, 2002
- Volker H. Altwasser, 2013
- Peter Ablinger, 2001
- Markus Adrian, 2010
- Colin Ardley, 2010
- Fatma Aydemir, 2019[10]
- Nairy Baghramian, 2013
- Heike Baranowsky, 2009
- María Cecilia Barbetta, 2010
- Rui Calcada Bastos, 2011
- Wolfgang Becker, 2000
- Edward Berger, 2015
- Nico Bleutge, 2008
- Thomas Blubacher, 2002
- Jan Brandt, 2014
- Paul Brodowsky, 2008
- Dietrich Brüggemann, 2012
- Marcel Bühler, 2011
- Jörg Bürkle, 2010
- Eva Castringius, 2001
- Marko Ciciliani, 2009
- Sebastian Claren, 2006
- Bernadette Conrad, 2013
- Nathalie David, 2024
- Irene Dische, 1997
- Claudia Doderer, 2012
- Kurt Drawert, 2020
- Roswitha von den Driesch, 2012
- Daniela Dröscher, 2012
- Tanja Dückers, 2000
- Jens-Uwe Dyffort, 2012
- Oswald Egger, 2001
- Dorothee Elmiger, 2012
- Heinz Emigholz, 1998
- Gerald Eckert, 2010
- Gerhard Falkner, 2014
- Sherko Fatah, 2006
- Patrick Findeis, 2011
- Nora Fingscheidt, 2020
- Silke Fischer, 2022
- Thomas Florschuetz, 2001
- Manfred Flügge, 1997
- Jochen Alexander Freydank, 2010
- Jan-Ole Gerster, 2013
- Dieter M. Gräf, 1999
- Stefan Goldmann, 2017
- Durs Grünbein, 1997
- Romeo Grünfelder, 2005
- Carla Guagliardi, 2007
- Alexander Gumz, 2016
- Hanna Hartman, 2010
- Helene Hegemann, 2011
- Susanne Heinrich, 2010
- Sonja Heiss, 2011
- Joachim Helfer, 1999
- Sagardía, 2007
- Carsten Hennig, 2007
- Günter Herburger, 2000
- Thomas Hettche, 2002
- Christoph Hochhäusler, 2005
- André Hörmann, 2010
- Felicitas Hoppe, 2012
- Anna Maria Hora, 2010
- Tobias Hülswitt, 2007
- Christian Jankowski, 2004
- Michael Just, 2012
- Annika Kahrs, 2022
- RP Kahl, 2013
- Maren Kames, 2019
- Judith Kaufmann, 2020
- Abbas Khider, 2011
- Martina Kieninger, 2016
- Oliver Kienle, 2011
- Lorenz Kienzle, 2024
- Tanja Kinkel, 1996
- Susanne Kippenberger, 2011
- Thomas Klegin, 1999
- Ulrich Köhler, 2012
- Philipp Krebs, 2022
- Norbert Kron, 2004
- Felix Kubin, 2022
- Judith Kuckart, 2000
- Kemal Kurt, 1999
- Cyrill Lachauer, 2015
- Philipp Lachenmann, 2003
- Thomas Lang, 2010
- Michael Lentz, 2001
- Via Lewandowsky, 2009
- Bernd Lichtenberg, 2004
- Constantin Lieb, 2024
- M+M, 2006
- Michael Maierhof, 2011
- Yutaka Makino, 2015
- Anna McCarthy, 2015
- Chico Mello, 2011
- Agnes Meyer-Brandis, 2010
- Rainer Merkel, 2003
- Alexej Meschtschanow, 2012
- Katrin Milhahn, 2010
- Aurelia Mihai, 2001
- Klaus Modick, 2009
- Simon Dybbroe Moeller, 2009
- Achim Mohné, 2000
- Heiner Müller, 1995
- Stephan Müller, 2012
- Nele Mueller-Stöfen, 2015
- Harald Muenz, 2000
- Sergej Newski, 2014
- Julian Neville, 2011
- Carsten Nicolai, 2004
- Olaf Nicolai, 2008
- Franz Martin Olbrisch, 2003
- Max Penzel, 2009
- Susan Philipsz, 2015
- Valeska Peschke, 2000
- Rosa von Praunheim, 1998
- Leif Randt, 2013
- Axel Ranisch, 2014
- Marc Rensing, 2010
- Rolf Rettberg, 1998
- Lukas Rietzschel, 2020
- Kathrin Röggla, 2005
- Lillian Rosa, 2011
- Jens Rosteck, 2007
- Marc Rothemund, 2008
- Marc Sabat, 2010
- Said, 1997
- Michael Sailstorfer, 2005
- Anri Sala, 2020
- Bojan Sarcevic, 2011
- Judith Schalansky, 2010
- Silke Scheuermann, 2004
- Sabine Schiffner, 2006
- Hans-Christian Schink, 2002
- Erik Schmitt, 2012
- Sabine Scho, 2003
- Tilo Schulz, 2011
- Tina Schulz, 2010
- Lutz Seiler, 2003
- Pei-Yu Shi, 2009
- David Sieveking, 2013
- Jan-Peter E.R. Sonntag, 2012
- Hannes Stöhr, 2006
- Antje Rávic Strubel, 2004
- Thomas Struth, 2013/14
- Chiyoko Szlavnics, 2012
- Ilija Trojanow, 2006
- Kevin Vennemann, 2008
- David Wagner, 2009
- Jan Wagner, 2015
- Johanna Walser, 1997
- Sasha Waltz, 2016
- Steven Warwick (Heatsick), 2015
- Steffi Weismann, 2008
- Peter Welz, 2012
- André Werner, 2000
- Florian Werner, 2007
- Maike Wetzel, 2005
- David Wnendt, 2012
- Uljana Wolf, 2010